# Lestijärvi
Lestijärvi är en kommun i landskapet Mellersta Österbotten i Finland. Lestijärvi har 719 invånare och har en yta på 559,06 km².
Grannkommuner är Halso, Kinnula, Karleby, Perho, Reisjärvi, Sievi och Toholampi.
Lestijärvi är en enspråkigt finsk kommun.

## Politik

### Mandatfördelning i Lestijärvi, valen 1964–2021
Statistik över kommunalval i Finland finns tillgänglig för enskilda kommuner från valet 1964 och framåt. Publikationen över kommunalvalet 1968 var den första som redovisade komplett partitillhörighet.
| 3 | 2 | 10 |

| 2 | 2 | 3 | 8 |

| 3 | 2 | 1 | 2 | 7 |

| 3 | 3 | 1 | 10 |

| 3 | 2 | 1 | 11 |

| 2 | 2 | 2 | 11 |

| 14 | 3 |

| 3 | 3 | 11 |

| 16 |

| 3 | 2 | 12 |

| 12 | 5 |

| 3 | 2 | 12 |

| 12 | 5 |

| 2 | 1 | 13 | 1 |

| 12 | 5 |

| 3 | 2 | 12 |

| 8 | 9 |

| 2 | 1 | 1 | 10 | 1 |

| 8 | 7 |

| 3 | 1 | 2 | 11 |

| 10 | 7 |

| 2 | 1 | 1 | 10 | 1 |

| 9 | 6 |

| 2 | 1 | 1 | 11 |

| 10 | 5 |

## Demografi

### Befolkningsutveckling
| Befolkningsutvecklingen i Lestijärvi kommun 1975–2020                                                        | Befolkningsutvecklingen i Lestijärvi kommun 1975–2020 | Befolkningsutvecklingen i Lestijärvi kommun 1975–2020 | Befolkningsutvecklingen i Lestijärvi kommun 1975–2020 | Befolkningsutvecklingen i Lestijärvi kommun 1975–2020 |
| --- | ----------------------------------------------------- | ----------------------------------------------------- | ----------------------------------------------------- | ----------------------------------------------------- |
| |                                                       |                                                       |                                                       |                                                       |
| År |                                                       |                                                       | Folkmängd                                             |                                                       |
| 1975 | 1975                                                  |                                                       | 1 197                                                 |                                                       |
| 1980 | 1980                                                  |                                                       | 1 048                                                 |                                                       |
| 1985 | 1985                                                  |                                                       | 1 074                                                 |                                                       |
| 1990 | 1990                                                  |                                                       | 1 114                                                 |                                                       |
| 1995 | 1995                                                  |                                                       | 1 123                                                 |                                                       |
| 2000 | 2000                                                  |                                                       | 1 040                                                 |                                                       |
| 2005 | 2005                                                  |                                                       | 955                                                   |                                                       |
| 2010 | 2010                                                  |                                                       | 853                                                   |                                                       |
| 2015 | 2015                                                  |                                                       | 798                                                   |                                                       |
| 2020 | 2020                                                  |                                                       | 722                                                   |                                                       |
| Anm: Uppgifterna avser förhållandena den 31 december nämnda år enligt områdesindelningen den 1 januari 2022. |                                                       |                                                       |                                                       |                                                       |